# Route nationale 110 (Norvège)
Pour les articles homonymes, voir Route nationale 110.
La route nationale 110 (en  norvégien : Riksvei 110, abrégé Rv110) est une route nationale en Norvège.

## Description
La route traverse le comté d'Østfold, dans le sud-est de la Norvège.
Elle part de la sortie 11 de la route européenne 6 à l'ouest de Karlshus dans la commune de Råde.
La route se dirige vers le sud à travers une zone de prairies et quelques forêts éparses jusqu'à la ville de Fredrikstad. 
La route forme la rocade de Fredriksta, elle traverse le fleuve Glomma par le pont de Fredrikstad (en) long de 824 mètres.
La route  se termine à Rakkestadsvingen dans la ville de Fredrikstad.
La route est longue de 23,1 kilomètres.
Ses deux premiers kilomètres de Jonsten à Karlshus, sont communs avec la route régionale 118.

## Galerie

La Rv 110 sur le pont de Fredrikstad
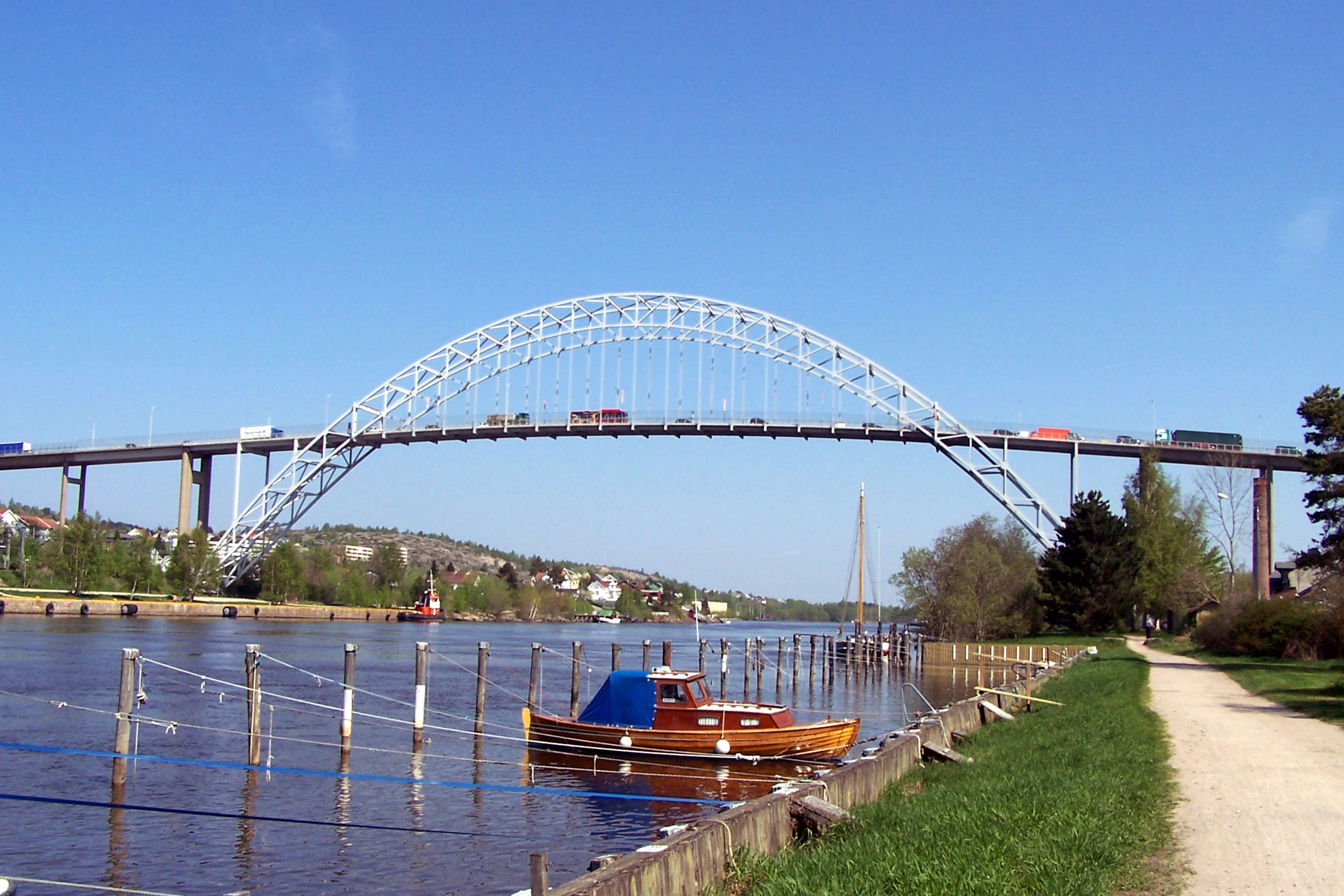
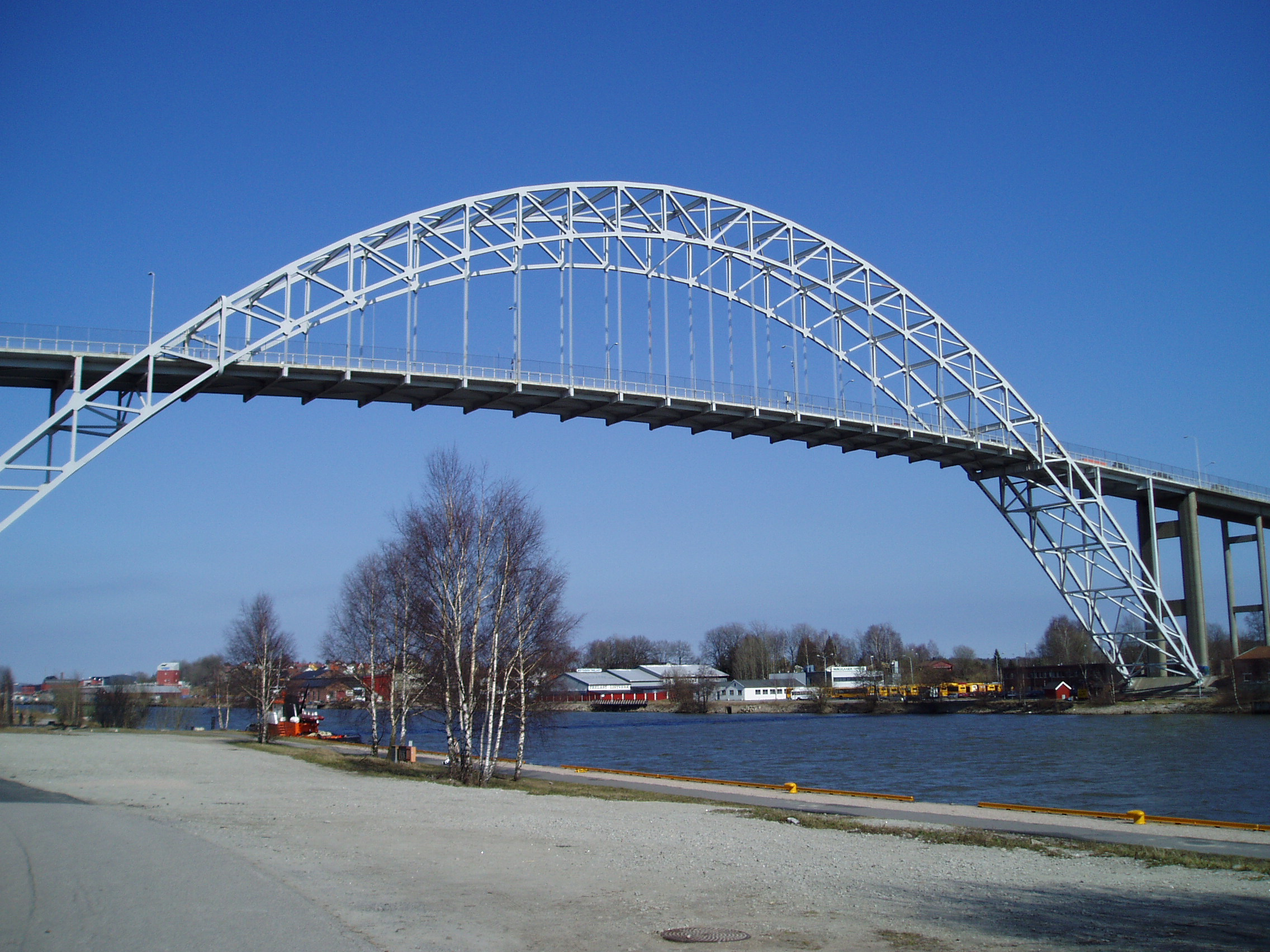